# Estrobilurina
Estrobilurinas, de strobilurus via o inglês strobilurin, são um grupo de compostos químicos extraídos do fungo Strobilurus tenacellus (Pers. ex Fr.) Singer que são usados em agricultura como fungicidas. Estes compostos fazem parte do grupo dos inibidores QoI, cuja toxicidade advém da inibição da cadeia respiratória ao nível do Complexo III, impedindo a cadeia bioquímica de transferência de electrões na mitocôndria.
Algumas das estrobilurinas mais comuns são a azoxistrobina, metil-cresoxima, picoxistrobina, fluoxastrobina, orizastrobina, dimoxiystrobina, piraclostrobina e trifloxistrobina.
A descoberta do poder fungicida das estrobilurinas representou um significativo desenvolvimento na produção de pesticidas baseados em compostos derivados de fungos. Na natureza aqueles compostos parecem fazer parte de um mecanismo de supressão da competição por nutrientes por outras espécies de fungos.

## Estrutura de algumas estrobilurinas

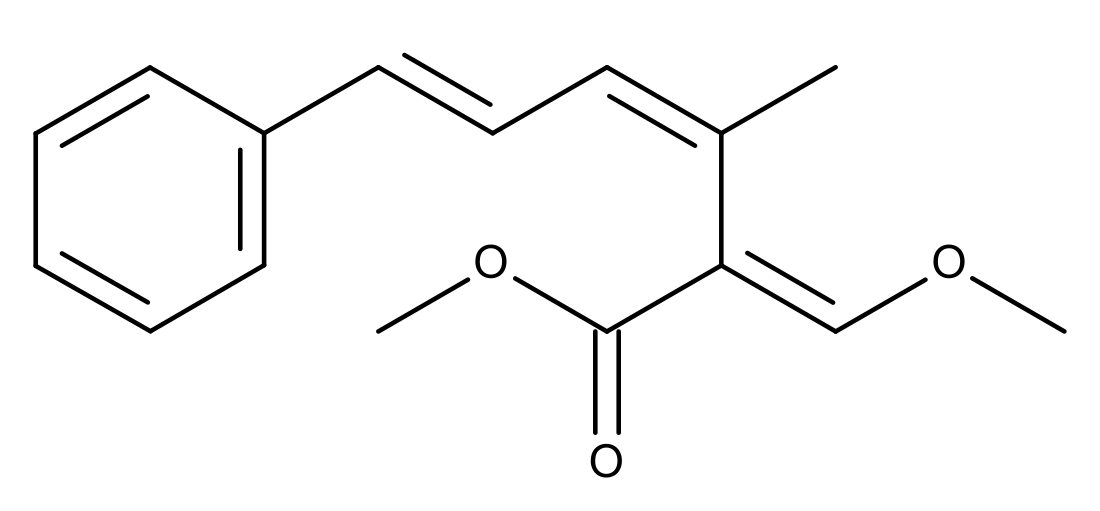
Strobilurin A
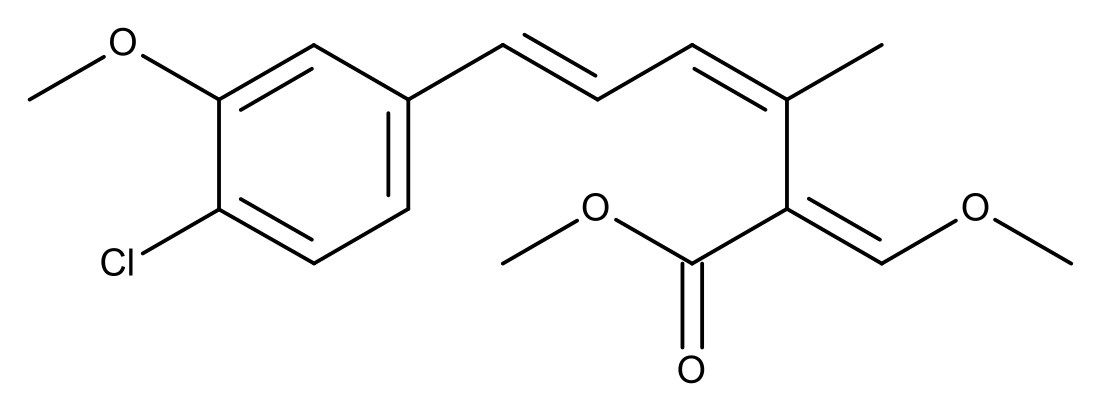
Strobilurin B
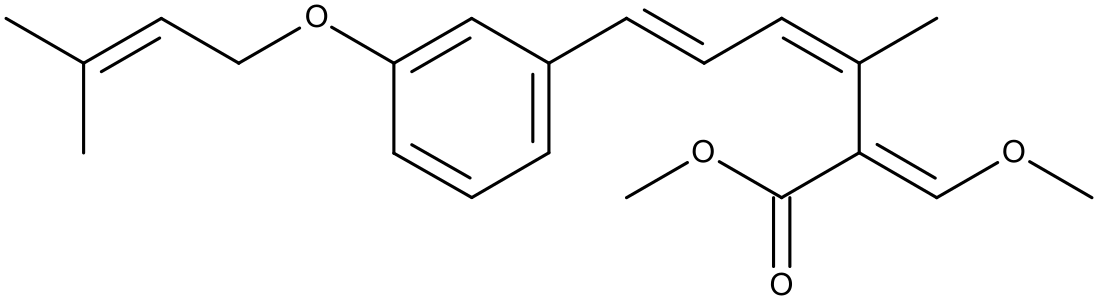
Strobilurin C
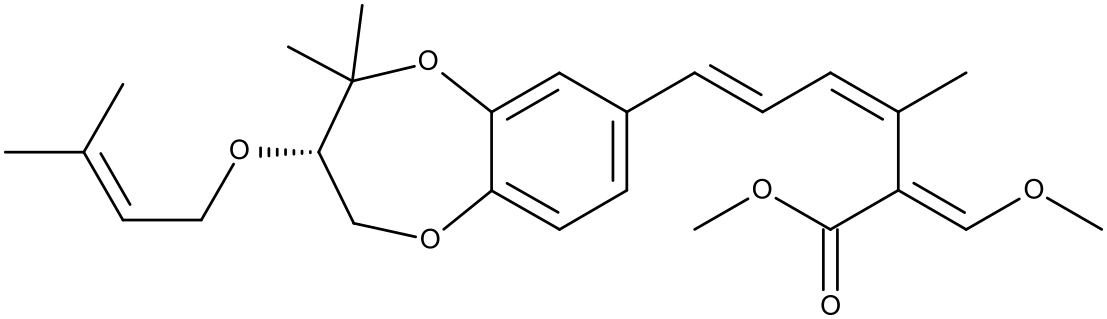
Strobilurin D
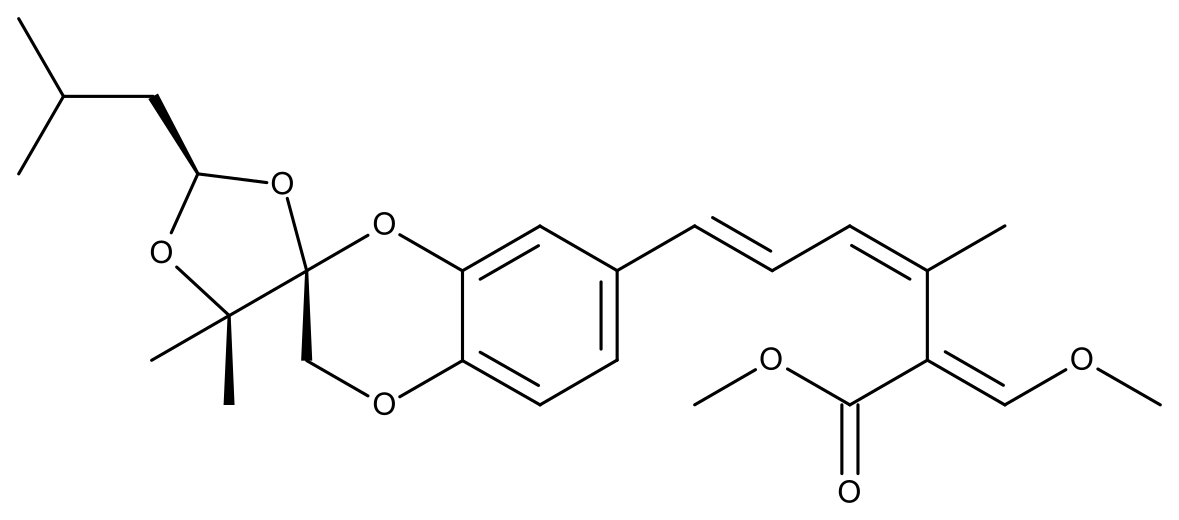
Strobilurin E
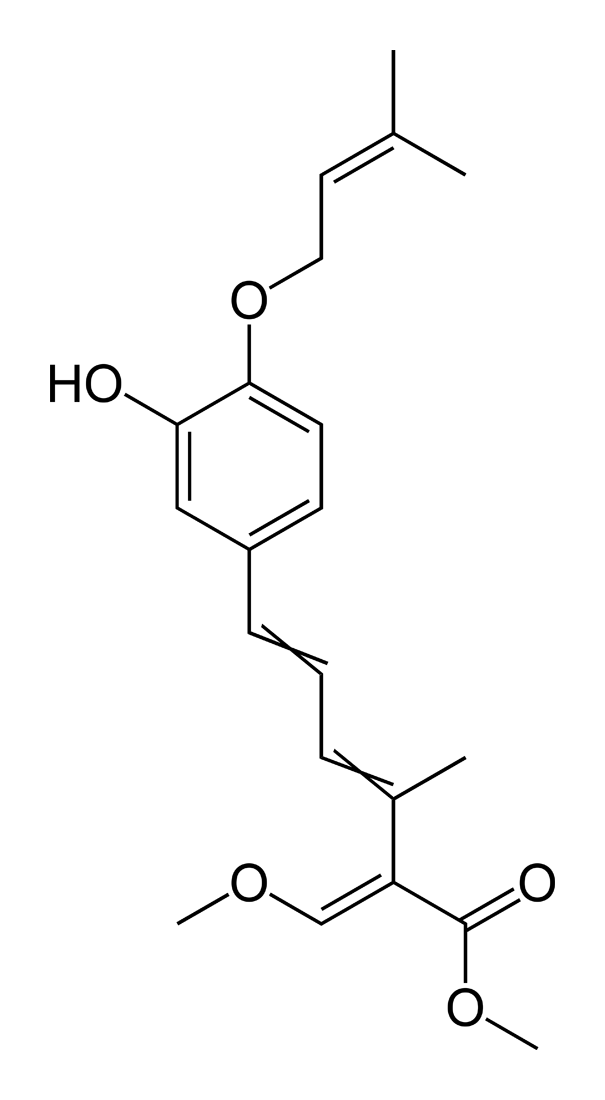
Strobilurin F
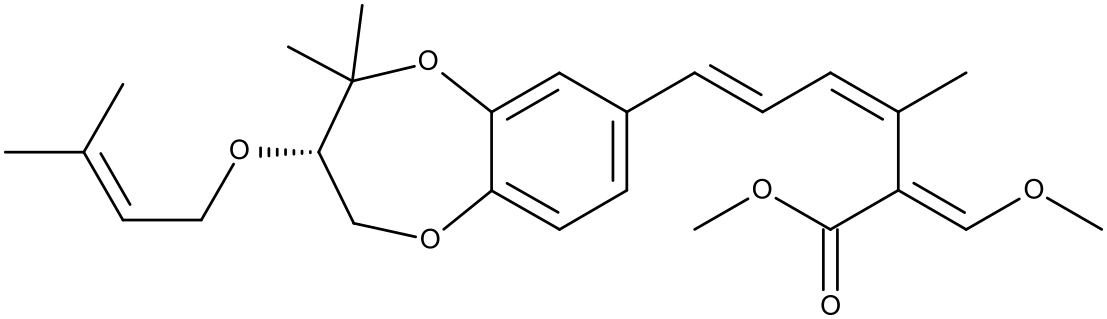
Strobilurin G
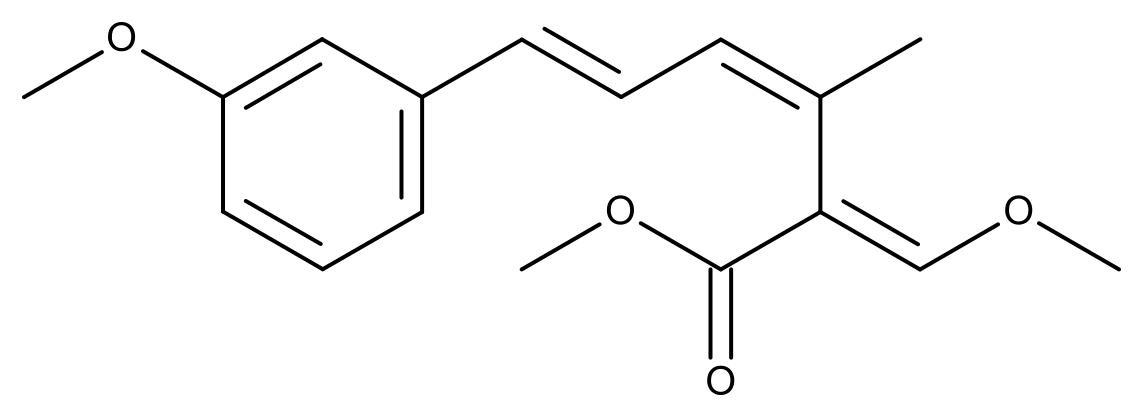
Strobilurin H
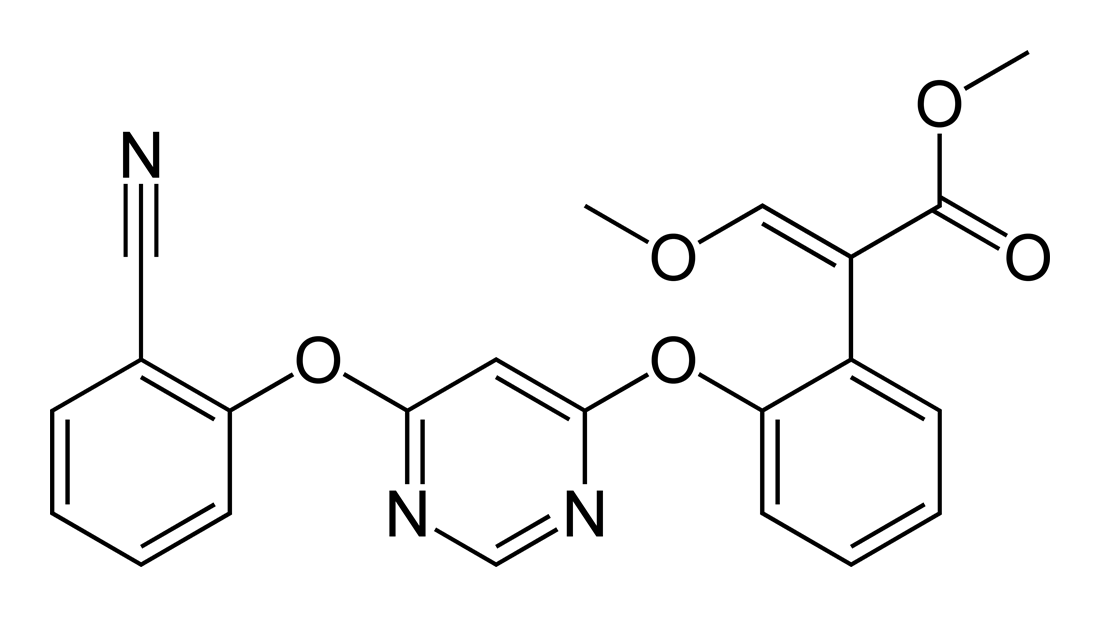
Azoxystrobin
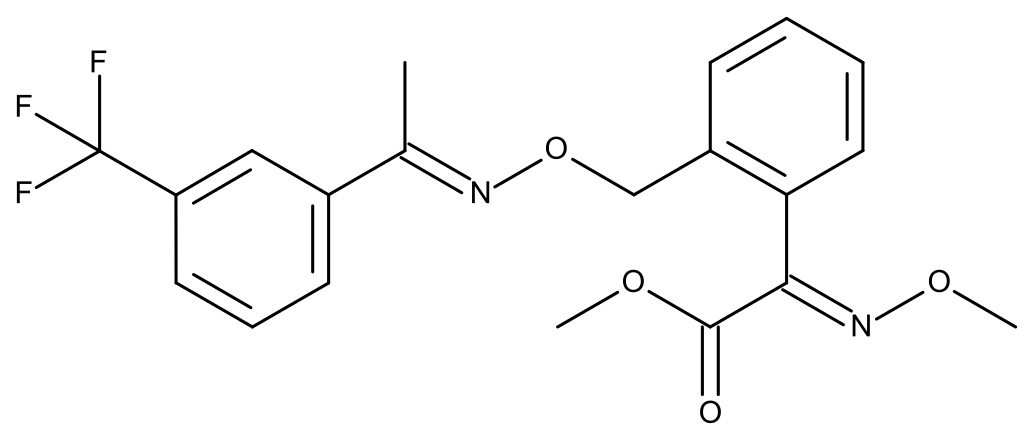
Trifloxystrobin
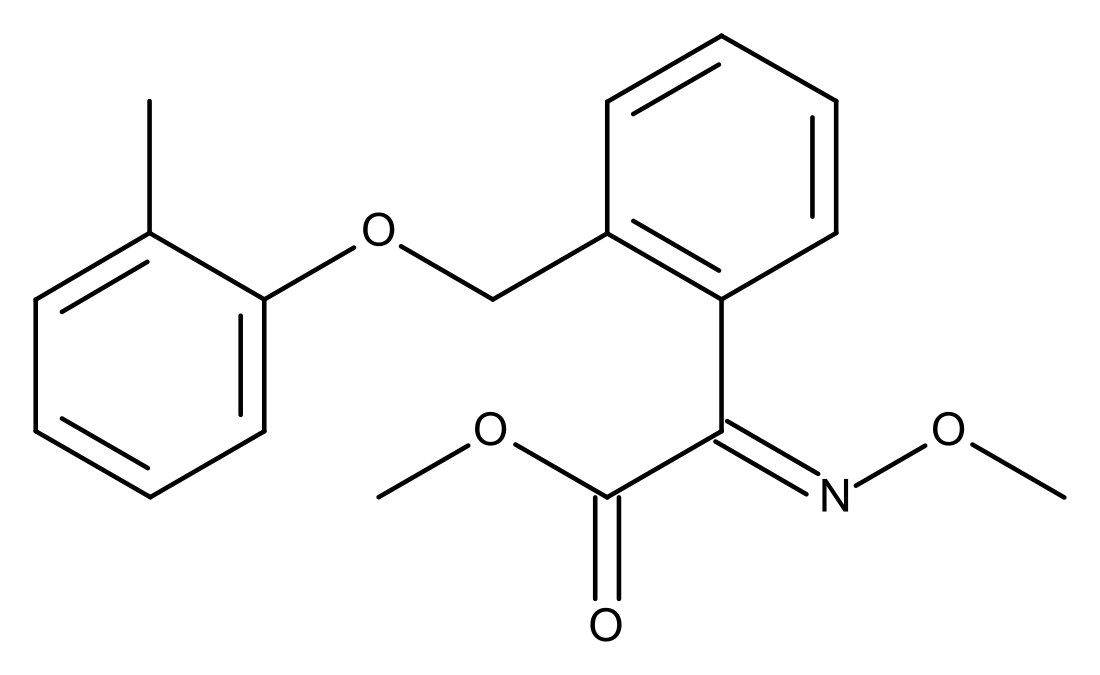
Kresoxim methyl